# Dexosarcophaga dominicensis
Dexosarcophaga dominicensis är en tvåvingeart som beskrevs av Guilherme A.M.Lopes 1975. Dexosarcophaga dominicensis ingår i släktet Dexosarcophaga och familjen köttflugor.
Artens utbredningsområde är Dominica. Inga underarter finns listade i Catalogue of Life.